# Witold Surowiecki
Witold Surowiecki (ur. 13 stycznia 1933 w Zakopanem, zm. 10 marca 2022 w Warszawie) – profesor sztuk plastycznych, nauczyciel akademicki
Akademii Sztuk Pięknych w Warszawie, Wyższej Szkoły Ekologii i Zarządzania w Warszawie oraz Wyższej Szkoły Sztuki i Projektowania w Łodzi, plastyk i rzeźbiarz, projektant znaczków pocztowych.

## Życiorys
30 sierpnia 1996 prezydent RP Aleksander Kwaśniewski nadał mu tytuł profesora sztuk plastycznych. Został nauczycielem akademickim na Wydziale Architektury Wnętrz Akademii Sztuk Pięknych w Warszawie w Katedrze Kształcenia Ogólnoplastycznego i w Wyższej Szkole Sztuki i Projektowania w Łodzi. Objął stanowisko profesora zwyczajnego na Wydziale Architektury Wyższej Szkoły Ekologii i Zarządzania w Warszawie.

## Wybrana twórczość

### Znaczki pocztowe
- 30 lat MO i SB oraz koperta FDC, 1974
- VII Zjazd PZPR (seria, nr kat. 2272) oraz koperta FDC, 1975
- XXV–lecie Fabryki Samochodów Osobowych w Warszawie oraz koperty FDC, 1976
- XXX–lecie współpracy naukowo–technicznej PRL–ZSRR oraz koperta FDC, 1977
- 100–lecie urodzin Feliksa Dzierżyńskiego oraz koperta FDC, 1977
- XX rocznica podpisania Układu Warszawskiego 1955–1977 oraz koperta FDC, 1977
- Międzynarodowa współpraca naukowo–techniczna w ramach programu Interkosmos oraz koperta FDC, 1980
- Łowiectwo (seria) oraz koperty FDC, 1981
- 40 rocznica powstania Krajowej Rady Narodowej i Armii Ludowej, 1983
- Pomnik Martyrologii Dzieci – Łódź oraz koperta FDC, 1984
- 40 rocznica zwycięstwa nad faszyzmem oraz koperta FDC, 1985
- 100 rocznica Warszawskiego Towarzystwa Cyklistów (seria) oraz koperty FDC, 1986
- Leon Wyczółkowski 1852–1936 (seria) oraz koperty FDC, 1987
- Artur Grottger 1837–1867 oraz koperta FDC, 1987
- CTIF – Światowy Kongres Pożarniczy • Warszawa oraz koperta FDC, 1989